# Patrick Platins

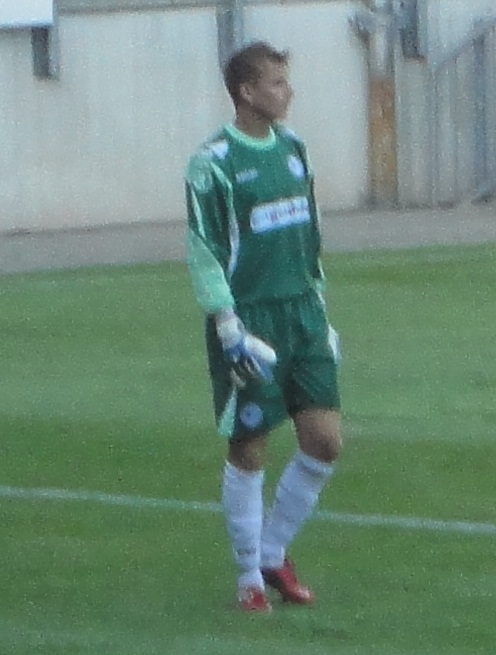
Patrick Platins in 2011

Patrick Platins (Immenstadt, 19 april 1983) is een Duits voormalig voetbaldoelman die als laatste uitkwam voor SV Darmstadt 98.

## Loopbaan
Platins begon zijn loopbaan in het reserveteam van VfL Wolfsburg in 2002. Hij kreeg al snel een profcontract en werd als derde (soms vierde) doelman toegevoegd aan het eerste elftal. Daar brak hij echter nooit door; hij speelde dan ook niet in de Bundesliga.
In 2008 werd hij verhuurd aan FC Augsburg voor een half jaar maar hij kwam daarbij niet aan spelen toe. Na terugkomst bij Wolfsburg kwam hij wederom uit voor het reserveteam waar hij in totaal 122 wedstrijden speelde.
Nadat zijn contract niet werd verlengd kwam Platins per februari 2010 uit voor Arminia Bielefeld alwaar reservedoelman Rowen Fernandez geblesseerd raakte tijdens een wedstrijd. Op de laatste speeldag van het seizoen 2009-2010 maakte Platins zijn debuut voor Arminia Bielefeld in de Tweede Bundesliga.